# Lopej
Lopej je původně samostatná obec v regionu Horní Pohroní, v okrese Brezno, od roku 1960 místní část Podbrezové.

## Historie
První dochovaná písemná zmínka pochází z roku 1406, je však známé, že ho založil už v roce 1358 rychtář Petřík z Predajné. Obec patřila Ľupčianskému hradnímu panství. Známá byla tím, že její obyvatelé pracovali v lesích, fungovala zde pila a těžila se ruda.
Lopej je známý tím, že se tu každoročně koná již tradiční jarní slavnost – Svätý Juraj.
Nachází se zde také soukromé gymnázium a soukromé SOUH, jehož zřizovatelem jsou Železárny Podbrezová.